# Heuchera nana
Heuchera nana là một loài thực vật có hoa trong họ Saxifragaceae. Loài này được (A. Gray) Rydb. miêu tả khoa học đầu tiên năm 1905.